# Гайда
 Тази статия е за музикалния инструмент.  За вестника от 19 век вижте Гайда (вестник).  
Гайдата е музикален инструмент от групата на дървените духови инструменти.

## Устройство
Инструментът се състои от следните основни части.
- Гайдуница – дървена тръба, основната част от гайдата, подобна на дудук. Понякога за настройка на тоновете се използва восък, който се прилепва към съответния отвор на гайдуницата. По този начин чрез корекция на оттичането на изходящия въздух се коригира съответният музикален тон. За поддържане на доброто състояние на гайдуницата някои гайдари я смазват отвътре и отвън със зехтин.
- Ручило – дълга дървена тръба, която издава монотонен звук.
- Духало – къса дървена тръба (наустник), в който се вдухва въздух.
- Главини – съединяват тръбите с меха.
- Мях – съд за въздух, от кожа на яре/агне.

Материалът, който се използва за дървените части е слива или череша.
Съществуват два типа българска гайда:
- Джура гайда – има права конусовидна гайдуница. Звучи високо и ясно.
- Каба гайда или родопска гайда – тя е по-голяма по размер, има шестоъгълна, закривена гайдуница и по-ниска и мека звучност.

## Сходни инструменти
Гайдата е традиционен народен инструмент главно на Балканите, но се среща и в цяла Европа, Северна Африка и Близкия изток. Примери за варианти на гайдата в различни държави /по азбучен ред/:
- Австрия (бок, гайта),
- Азербайджан (тулук),
- Алжир (гайта),
- Армения (паркапзук),
- Бахрейн (джирба),
- Беларус (дуда, матянка),
- България (гайда),
- Германия (дуделзак, хюмелхен и дуди),
- Грузия (гуда, тулум, зимпона, данкийо, гудаствири и шувир),
- Гърция (цабуна, аскобандура, гайда и пипиза),
- Египет (зукра и мезуед),
- Естония (торупил),
- Иран (ней-анбан),
- Ирландия (Уйлиан пайп, Грейт Айриш уорпайп, пасторал пайп и Брайн Бору багпайп),
- Испания (гайта и херемия),
- Италия (дзампоня, пива миуса и бакет, корнамуза),
- Кувейт (хабан),
- Латвия (дудас),
- Либия (зокра),
- Литва (лабароно дуда),
- Малта (зак и краина),
- Нидерландия (дуделзак и мучоза),
- Обединено кралство (Грейт Хайланд бегпайп, Нортумбриан смолпайп, бордер пайп, Скотиш смолпайп, Корниш бегпайп, Уелш пайп, пасторал пайп, Инглиш пайп, Зетланд пайп),
- Полша (дуда, коза, кожьол),
- Португалия (гайта),
- Румъния (цимпой),
- Русия (мих, сахбр, волинка и шапар),
- Словакия (гайду),
- Словения (дуде),
- Сърбия (гайде, дипле и зурле),
- Тунис (мезуед),
- Турция (тулум),
- Украйна (волинка),
- Унгария (дуда),
- Финландия (сакипили),
- Франция (мусет де кур, бинию, веузе, кабрет, чабрет, бодега, краба, боха, мусет бресане, корнемус ду Центре, чабрет пуатевини, карамуза, мусете бечонет, бусин и лур),
- Хърватия (дипле и сурле),
- Чехия (дуди и гайди),
- Швейцария (Свайша сакфайфа),
- Швеция (секпипа).

## Галерия
- Гайдар от България (Несебър)
- Уличен гайдар (Петър Бонев) в София
- Гайдари по време на празненства, Национален стадион „Васил Левски“, София